# تلکری
تلکری یکی از روستاهای استان آذربایجان شرقی است که در دهستان نوجه‌مهر بخش سیه‌رود شهرستان جلفا واقع شده‌است.این روستا ۲۵۰ نفر جمعیت دارد.